# The Show (programa de televisão)
The Show (hangul: 더 쇼) é um programa musical de televisão da Coreia do Sul, transmitido pela SBS MTV. Transmitido ao vivo todas as terças-feiras às 6:30 AM KST. É transmitido pela SBS Prism Tower em Sangam-dong, Seul, Coreia do Sul.
Desde janeiro de 2019, o The Show é transmitido ao vivo para 18 países por meio da MTV Asia e da Fortune TV em Myanmar.

## Sistema gráfico
O sistema de gráfico do The Show foi introduzido no início da quarta temporada, que começou em 28 de outubro de 2014 e foi denominado The Show Choice. O gráfico é calculado por critérios combinados com base em fãs de K-Pop na Coreia do Sul e na China. Os três indicados são escolhidos entre os cantores principais todas as semanas e o vencedor do The Show Choice é decidido com base nos seguintes critérios:
2014-2017
- Pré-pontuação: Total 85% (40% Digital, 20% Videoclipe, 15% Preferências de especialistas, 10% Álbum)
- Votação ao vivo (somente para os indicados do The Show Choice) 15%

2018-2020
- Pré-pontuação: Total 90% (40% Digital, 20% Videoclipe, 15% Preferências de especialistas, 10% Álbum, 5% Pré-votação (aplicativo Starpass))
- Votação ao vivo (aplicativo Starplay) (somente para os indicados do The Show Choice) 10%

2021–atualmente
- Pré-pontuação: Total 85% (40% Digital, 20%  Videoclipe, 15% Pontos de transmissão, 10% Álbum, Pré-votação (aplicativo Starpass))
- Votação ao vivo 15% (aplicativo Starpass)

## Apresentadores

### 1ª Temporada
- Luna, Hyoseong (15 de Abril – 30 de Setembro de 2011)
- Himchan, Hyeri (7 de Outubro – 16 de Dezembro de 2011)

### 2ª Temporada
- Minhyuk, Sungjae (23 de Março – 19 de Outubro de 2012)[3]
- Zico, P.O (26 de Outubro – 21 de Dezembro de 2012)[4]

### 3ª Temporada
- Gyuri, Seungyeon (8 de Outubro de 2013 – 27 de Maio de 2014)
- Jiyeon, Hyeri, Jung Wook (3 de Junho – 21 de Outubro de 2014)

### 4ª Temporada
- Hyeri (28 de Outubro de 2014 – 20 de Janeiro de 2015)
- Lee Hong-bin (3 de Março – 13 de Outubro de 2015)
- Jiyeon, Zhou Mi (28 de Outubro de 2014 – 8 de Dezembro de 2015)

### 5ª Temporada
- Zhou Mi (26 de Janeiro de 2016 – 2 de Agosto de 2016)
- Yerin (26 de Janeiro de 2016 – 6 de Setembro de 2016)
- Somi, Wooshin (11 de Outubro de 2016 – 25 de Abril de 2017)[5][6]
- P.O, Jeonghwa, Yeonwoo (16 de Maio de 2017 – 29 de Agosto de 2017)[7]
- Youngjae, JooE, Hohyeon (17 de Outubro de 2017 – 8 de Maio de 2018)[8]
- Yeeun, Jeno, Jin Longguo (22 de Maio de 2018 – 23 de Outubro de 2018)[9][10]
- Yeeun, Jeno (30 de Outubro de 2018 – 26 de Novembro de 2019)[10]
- TAG, Dayoung, Bae Jin-young (3 de Dezembro de 2019)[11]
- Juyeon, Sihyeon, Kim Min-kyu (11 de Fevereiro de 2020 – 2 de Fevereiro de 2021)[12]
- Yeosang, Kim Yo-han, Jihan (2 de Março de 2021 – 14 de Dezembro de 2021)
- Yeosang, Minhee, Chaehyun (25 de Janeiro de 2022 – presente)

## Os vencedores doThe Show Choice

### 2014
|   | Triple Crown                  |
|   | Maiores pontuações em 2014    |
| — | Não foi realizado nenhum show |

| Episódio | Data           | Artista                    | Canção                     | Pontos                     |
| -------- | -------------- | -------------------------- | -------------------------- | -------------------------- |
| 1        | 28 de Outubro  | VIXX                       | Error                      | 9,850                      |
| 2        | 4 de Novembro  | VIXX                       | Error                      | 8,059                      |
| 3        | 11 de Novembro | Boyfriend                  | Witch                      | 7,669                      |
| 4        | 18 de Novembro | Zhou Mi                    | Rewind                     | 8,114                      |
| 5        | 25 de Novembro | Hyolyn & Jooyoung          | Erase                      | 7,415                      |
| 6        | 2 de Dezembro  | Apink                      | Luv                        | 7,237                      |
| 7        | 9 de Dezembro  | Apink                      | Luv                        | 8,257                      |
| 8        | 16 de Dezembro | Apink                      | Luv                        | 8,498                      |
| 9        | 23 de Dezembro | Sem transmissão e vencedor | Sem transmissão e vencedor | Sem transmissão e vencedor |
| 10       | 30 de Dezembro | Sem transmissão e vencedor | Sem transmissão e vencedor | Sem transmissão e vencedor |

### 2015
|   | Triple Crown                  |
|   | Maiores pontuações em 2015    |
| — | Não foi realizado nenhum show |

| Episódio | Data            | Artista                 | Canção                  | Pontos                  |
| -------- | --------------- | ----------------------- | ----------------------- | ----------------------- |
| 11       | 13 de Janeiro   | EXID                    | Up & Down               | 8,165                   |
| 12       | 20 de Janeiro   | Jonghyun                | Déjà-Boo                | 8,604                   |
| 13       | 27 de Janeiro   | Jonghyun                | Déjà-Boo                | 7,388                   |
| 14       | 3 de Fevereiro  | Infinite H              | Pretty                  | 7,572                   |
| 15       | 10 de Fevereiro | Infinite H              | Pretty                  | 8,382                   |
| 16       | 17 de Fevereiro | U-KISS                  | Playground              | Escolha chinesa         |
| 17       | 24 de Fevereiro | Ano Novo Lunar          | Ano Novo Lunar          | Ano Novo Lunar          |
| 18       | 3 de Março      | VIXX                    | Love Equation           | 8,250                   |
| 19       | 10 de Março     | VIXX                    | Love Equation           | 8,254                   |
| 20       | 17 de Março     | VIXX                    | Love Equation           | 7,941                   |
| 21       | 24 de Março     | Boyfriend               | Bounce                  | 8,084                   |
| 22       | 31 de Março     | Red Velvet              | Ice Cream Cake          | 7,138                   |
| 23       | 7 de Abril      | F.T. Island             | Pray                    | 7,832                   |
| 24       | 14 de Abril     | F.T. Island             | Pray                    | 7,728                   |
| 25       | 21 de Abril     | EXID                    | Ah Yeah                 | 7,117                   |
| 26       | 28 de Abril     | EXO                     | Call Me Baby            | 8,227                   |
| 27       | 5 de Maio       | BTS                     | I Need U                | 8,078                   |
| 28       | 12 de Maio      | BTS                     | I Need U                | 8,442                   |
| 29       | 19 de Maio      | Kim Sungkyu             | The Answer              | 8,413                   |
| —        | 26 de Maio      | UNIQ                    | EOEO                    | Escolha chinesa         |
| 30       | 2 de Junho      | Kara                    | Cupid                   | 8,274                   |
| 31       | 9 de Junho      | SHINee                  | View                    | 7,861                   |
| 32       | 16 de Junho     | EXO                     | Love Me Right           | 8,317                   |
| 33       | 23 de Junho     | 2PM                     | My House                | 8,516                   |
| 34       | 30 de Junho     | Teen Top                | Ah-Ah                   | 7,218                   |
| 35       | 7 de Julho      | AOA                     | Heart Attack            | 7,416                   |
| 36       | 14 de Julho     | Girls' Generation       | Party                   | 8,286                   |
| 37       | 21 de Julho     | Infinite                | Bad                     | 8,648                   |
| 38       | 28 de Julho     | Infinite                | Bad                     | 8,657                   |
| 39       | 4 de Agosto     | Festival Summer K-Pop   | Festival Summer K-Pop   | Festival Summer K-Pop   |
| 40       | 11 de Agosto    | Festival Summer K-Pop   | Festival Summer K-Pop   | Festival Summer K-Pop   |
| 41       | 18 de Agosto    | Festival Summer K-Pop   | Festival Summer K-Pop   | Festival Summer K-Pop   |
| 42       | 25 de Agosto    | Girls' Generation       | Lion Heart              | 7,295                   |
| 43       | 1 de Setembro   | VIXX LR                 | Beautiful Liar          | 9,464                   |
| —        | 8 de Setembro   | Sem chart               | Sem chart               | Sem chart               |
| 44       | 15 de Setembro  | Red Velvet              | Dumb Dumb               | 7,498                   |
| 45       | 22 de Setembro  | CNBLUE                  | Cinderella              | 8,607                   |
| 46       | 29 de Setembro  | CNBLUE                  | Cinderella              | 8,545                   |
| 47       | 6 de Outubro    | GOT7                    | If You Do               | 8,981                   |
| 48       | 13 de Outubro   | GOT7                    | If You Do               | 8,598                   |
| 49       | 20 de Outubro   | GOT7                    | If You Do               | 9,241                   |
| 50       | 27 de Outubro   | Kim Dongwan             | I'm Fine                | 7,402                   |
| 51       | 3 de Novembro   | 2015 Asia Dream Concert | 2015 Asia Dream Concert | 2015 Asia Dream Concert |
| 52       | 10 de Novembro  | f(x)                    | 4 Walls                 | 8,910                   |
| 53       | 17 de Novembro  | VIXX                    | Chained Up              | 8,914                   |
| 54       | 24 de Novembro  | Lee Honggi              | Insensible              | 7,310                   |
| 55       | 1 de Dezembro   | B.A.P                   | Young, Wild & Free      | 7,447                   |
| 56       | 8 de Dezembro   | BTS                     | Run                     | 8,951                   |

### 2016
|   | Triple Crown                  |
|   | Maiores pontuações em 2016    |
| — | Não foi realizado nenhum show |

| Episódio | Data            | Artista                        | Canção                         | Pontos                         |
| -------- | --------------- | ------------------------------ | ------------------------------ | ------------------------------ |
| 57       | 26 de Janeiro   | Teen Top                       | Warning Sign                   | 8,473                          |
| 58       | 2 de Fevereiro  | GFriend                        | Rough                          | 8,044                          |
| —        | 9 de Fevereiro  | Ano Novo Lunar                 | Ano Novo Lunar                 | Ano Novo Lunar                 |
| 59       | 16 de Fevereiro | GFriend                        | Rough                          | 7,653                          |
| 60       | 23 de Fevereiro | SS301                          | Pain                           | 7,062                          |
| 61       | 1 de Março      | Taemin                         | Press Your Number              | 8,397                          |
| 62       | 8 de Março      | B.A.P                          | Feel So Good                   | 7,876                          |
| 63       | 15 de Março     | Mamamoo                        | You're The Best                | 7,642                          |
| 64       | 22 de Março     | Red Velvet                     | One of These Nights            | 7,823                          |
| 65       | 29 de Março     | GOT7                           | Fly                            | 9,025                          |
| 66       | 5 de Abril      | GOT7                           | Fly                            | 9,108                          |
| 67       | 12 de Abril     | CNBLUE                         | You're So Fine                 | 7,690                          |
| 68       | 19 de Abril     | CNBLUE                         | You're So Fine                 | 8,385                          |
| 69       | 26 de Abril     | VIXX                           | Dynamite                       | 8,841                          |
| 70       | 3 de Maio       | VIXX                           | Dynamite                       | 8,208                          |
| 71       | 10 de Maio      | VIXX                           | Dynamite                       | 8,220                          |
| 72       | 17 de Maio      | Tiffany                        | I Just Wanna Dance             | 7,898                          |
| 73       | 24 de Maio      | AOA                            | Good Luck                      | 8,192                          |
| 74       | 31 de Maio      | Jonghyun                       | She Is                         | 8,644                          |
| —        | 7 de Junho      | Sem transmissão e vencedor     | Sem transmissão e vencedor     | Sem transmissão e vencedor     |
| 75       | 14 de Junho     | EXID                           | L.I.E.                         | 8,924                          |
| 76       | 21 de Junho     | 2016 Suwon K-POP Super Concert | 2016 Suwon K-POP Super Concert | 2016 Suwon K-POP Super Concert |
| 77       | 29 de Junho     | Especial Summer Stage          | Especial Summer Stage          | Especial Summer Stage          |
| 78       | 5 de Julho      | EXID                           | L.I.E.                         | 8,410                          |
| 79       | 12 de Julho     | Wonder Girls                   | Why So Lonely                  | 7,673                          |
| 80       | 19 de Julho     | GFriend                        | Navillera                      | 8,404                          |
| 81       | 26 de Julho     | F.T. Island                    | Take Me Now                    | 7,970                          |
| 82       | 2 de Agosto     | GFriend                        | Navillera                      | 8,039                          |
| 83       | 9 de Agosto     | GFriend                        | Navillera                      | 8,034                          |
| 84       | 16 de Agosto    | I.O.I                          | Whatta Man                     | 9,012                          |
| 85       | 23 de Agosto    | VIXX                           | Fantasy                        | 9,144                          |
| 86       | 30 de Agosto    | I.O.I                          | Whatta Man                     | 7,241                          |
| 87       | 6 de Setembro   | VIXX                           | Fantasy                        | 9,159                          |
| 88       | 13 de Setembro  | Red Velvet                     | Russian Roulette               | 8,352                          |
| 89       | 20 de Setembro  | Red Velvet                     | Russian Roulette               | 8,449                          |
| —        | 27 de Setembro  | Sem transmissão e vencedor     | Sem transmissão e vencedor     | Sem transmissão e vencedor     |
| —        | 4 de Outubro    | Sem transmissão e vencedor     | Sem transmissão e vencedor     | Sem transmissão e vencedor     |
| 90       | 11 de Outubro   | SHINee                         | 1 of 1                         | 8,282                          |
| 91       | 18 de Outubro   | GOT7                           | Hard Carry                     | 8,714                          |
| 92       | 25 de Outubro   | BTS                            | Blood Sweat & Tears            | 8,936                          |
| 93       | 1 de Novembro   | Twice                          | TT                             | 8,680                          |
| 94       | 8 de Novembro   | VIXX                           | The Closer                     | 8,861                          |
| 95       | 15 de Novembro  | EXO-CBX                        | Hey Mama!                      | 7,936                          |
| 96       | 22 de Novembro  | B.A.P                          | Skydive                        | 8,072                          |
| 97       | 29 de Novembro  | Mamamoo                        | Decalcomanie                   | 7,523                          |
| 98       | 6 de Dezembro   | B1A4                           | A Lie                          | 7,732                          |
| —        | 13 de Dezembro  | Sem transmissão e vencedor     | Sem transmissão e vencedor     | Sem transmissão e vencedor     |
| —        | 20 de Dezembro  | Sem transmissão e vencedor     | Sem transmissão e vencedor     | Sem transmissão e vencedor     |
| —        | 27 de Dezembro  | Sem transmissão e vencedor     | Sem transmissão e vencedor     | Sem transmissão e vencedor     |

### 2017
|   | Triple Crown                  |
|   | Maiores pontuações em 2017    |
| — | Não foi realizado nenhum show |

| Episódio | Data            | Artista                     | Canção                      | Pontos                      |
| -------- | --------------- | --------------------------- | --------------------------- | --------------------------- |
| —        | 3 de Janeiro    | Sem transmissão e vencedor  | Sem transmissão e vencedor  | Sem transmissão e vencedor  |
| —        | 10 de Janeiro   | Sem transmissão e vencedor  | Sem transmissão e vencedor  | Sem transmissão e vencedor  |
| —        | 17 de Janeiro   | Sem transmissão e vencedor  | Sem transmissão e vencedor  | Sem transmissão e vencedor  |
| —        | 24 de Janeiro   | Sem transmissão e vencedor  | Sem transmissão e vencedor  | Sem transmissão e vencedor  |
| —        | 31 de Janeiro   | Sem transmissão e vencedor  | Sem transmissão e vencedor  | Sem transmissão e vencedor  |
| 99       | 7 de Fevereiro  | Red Velvet                  | Rookie                      | 9,121                       |
| 100      | 14 de Fevereiro | NCT Dream                   | My First and Last           | 8,291                       |
| 101      | 21 de Fevereiro | NCT Dream                   | My First and Last           | 8,248                       |
| 102      | 28 de Fevereiro | NCT Dream                   | My First and Last           | 9,162                       |
| 103      | 7 de Março      | Twice                       | Knock Knock                 | 8,445                       |
| 104      | 14 de Março     | GFriend                     | Fingertip                   | 8,235                       |
| 105      | 21 de Março     | GOT7                        | Never Ever                  | 8,663                       |
| 106      | 28 de Março     | Highlight                   | Plz Don't Be Sad            | 8,536                       |
| 107      | 4 de Abril      | Girl's Day                  | I'll Be Yours               | 7,902                       |
| 108      | 11 de Abril     | GFriend                     | Fingertip                   | 7,858                       |
| 109      | 18 de Abril     | Eunji                       | The Spring                  | 8,245                       |
| 110      | 25 de Abril     | EXID                        | Night Rather Than Day       | 9,372                       |
| 111      | 2 de Maio       | EXID                        | Night Rather Than Day       | 7,704                       |
| —        | 9 de Maio       | Sem transmissão e vencedor  | Sem transmissão e vencedor  | Sem transmissão e vencedor  |
| 112      | 16 de Maio      | Lovelyz                     | Now, We                     | 8,547                       |
| 113      | 23 de Maio      | VIXX                        | Shangri-La                  | 8,447                       |
| 114      | 30 de Maio      | Seventeen                   | Don't Wanna Cry             | 8,588                       |
| —        | 6 de Junho      | Sem transmissão e vencedor  | Sem transmissão e vencedor  | Sem transmissão e vencedor  |
| 115      | 13 de Junho     | Seventeen                   | Don't Wanna Cry             | 9,400                       |
| 116      | 20 de Junho     | T-ARA                       | What's My Name?             | 7,368                       |
| 117      | 27 de Junho     | Mamamoo                     | Yes I Am                    | 8,860                       |
| 118      | 4 de Julho      | Apink                       | Five                        | 8,590                       |
| 119      | 11 de Julho     | Apink                       | Five                        | 8,360                       |
| 120      | 18 de Julho     | Sem vencedor                | Sem vencedor                | Sem vencedor                |
| 121      | 25 de Julho     | Sem vencedor                | Sem vencedor                | Sem vencedor                |
| 122      | 1 de Agosto     | Sem vencedor                | Sem vencedor                | Sem vencedor                |
| 123      | 8 de Agosto     | GFriend                     | Love Whisper                | 8,950                       |
| —        | 15 de Agosto    | Sem transmissão e vecedor   | Sem transmissão e vecedor   | Sem transmissão e vecedor   |
| 124      | 22 de Agosto    | Wanna One                   | Energetic                   | 9,400                       |
| 125      | 29 de Agosto    | Wanna One                   | Energetic                   | 9,250                       |
| —        | 5 de Setembro   | Sem transmissão ou vencedor | Sem transmissão ou vencedor | Sem transmissão ou vencedor |
| —        | 12 de Setembro  | Sem transmissão ou vencedor | Sem transmissão ou vencedor | Sem transmissão ou vencedor |
| 126      | 19 de Setembro  | GFriend                     | Summer Rain                 | 9,750                       |
| 127      | 26 de Setembro  | BTS                         | DNA                         | 10,000                      |
| —        | 3 de Outubro    | Sem transmissão e vencedor  | Sem transmissão e vencedor  | Sem transmissão e vencedor  |
| —        | 10 de Outubro   | Episódio 127 retransmitido  | Episódio 127 retransmitido  | Episódio 127 retransmitido  |
| 128      | 17 de Outubro   | Bolbbalgan4                 | Some                        | 8,641                       |
| 129      | 24 de Outubro   | Highlight                   | Can Be Better               | 9,292                       |
| 130      | 31 de Outubro   | Sem vencedor                | Sem vencedor                | Sem vencedor                |
| 131      | 7 de Novembro   | Sem vencedor                | Sem vencedor                | Sem vencedor                |
| 132      | 14 de Novembro  | Monsta X                    | Dramarama                   | 7,400                       |
| 133      | 21 de Novembro  | EXID                        | DDD                         | 7,388                       |
| 134      | 28 de Novembro  | Lovelyz                     | Twinkle                     | 7,220                       |
| —        | 5 de Dezembro   | Sem transmissão e vencedor  | Sem transmissão e vencedor  | Sem transmissão e vencedor  |
| —        | 12 de Dezembro  | Sem transmissão e vencedor  | Sem transmissão e vencedor  | Sem transmissão e vencedor  |
| —        | 19 de Dezembro  | Sem transmissão e vencedor  | Sem transmissão e vencedor  | Sem transmissão e vencedor  |
| 135      | 26 de Dezembro  | Sem vencedor                | Sem vencedor                | Sem vencedor                |

### 2018
|   | Maiores pontuações em 2018  |
| — | Sem transmissão ou vencedor |

| Episódio | Data            | Artista                                                  | Canção                                                   | Pontos                                                   |
| -------- | --------------- | -------------------------------------------------------- | -------------------------------------------------------- | -------------------------------------------------------- |
| —        | 2 de Janeiro    | Sem transmissão e vencedor                               | Sem transmissão e vencedor                               | Sem transmissão e vencedor                               |
| —        | 9 de Janeiro    | Sem transmissão e vencedor                               | Sem transmissão e vencedor                               | Sem transmissão e vencedor                               |
| —        | 16 de Janeiro   | Sem transmissão e vencedor                               | Sem transmissão e vencedor                               | Sem transmissão e vencedor                               |
| 136      | 23 de Janeiro   | Oh My Girl                                               | Secret Garden                                            | 6,698                                                    |
| —        | 30 de Janeiro   | Sem transmissão e vencedor                               | Sem transmissão e vencedor                               | Sem transmissão e vencedor                               |
| 137      | 6 de Fevereiro  | Momoland                                                 | BBoom BBoom                                              | 7,308                                                    |
| —        | 13 de fevereiro | Sem transmissão e vencedor                               | Sem transmissão e vencedor                               | Sem transmissão e vencedor                               |
| —        | 20 de fevereiro | Sem transmissão e vencedor                               | Sem transmissão e vencedor                               | Sem transmissão e vencedor                               |
| 138      | 27 de Fevereiro | Yang Yoseob                                              | Where I Am Gone                                          | 6,780                                                    |
| 139      | 6 de Março      | Kim Sung Kyu                                             | True Love                                                | 6,230                                                    |
| 140      | 13 de Março     | Mamamoo                                                  | Starry Night                                             | 9,380                                                    |
| 141      | 20 de Março     | Mamamoo                                                  | Starry Night                                             | 9,700                                                    |
| 142      | 27 de Março     | NCT 127                                                  | Touch                                                    | 8,500                                                    |
| 143      | 3 de Abril      | Wanna One                                                | Boomerang                                                | 10,000                                                   |
| 144      | 10 de Abril     | EXID                                                     | Lady                                                     | 7,854                                                    |
| 145      | 17 de Abril     | Monsta X                                                 | Jealousy                                                 | 7,550                                                    |
| 146      | 24 de Abril     | VIXX                                                     | Scentist                                                 | 9,430                                                    |
| 147      | 1 de Maio       | Lovelyz                                                  | That Day                                                 | 9,360                                                    |
| 148      | 8 de Maio       | GFriend                                                  | Time for the Moon Night                                  | 9,630                                                    |
| —        | 15 de Maio      | Sem transmissão e vencedor                               | Sem transmissão e vencedor                               | Sem transmissão e vencedor                               |
| 149      | 22 de Maio      | (G)I-DLE                                                 | LATATA                                                   | 8,063                                                    |
| 150      | 29 de Maio      | (G)I-DLE                                                 | LATATA                                                   | 8,455                                                    |
| 151      | 5 de Junho      | SHINee                                                   | Good Evening                                             | 9,630                                                    |
| 152      | 12 de Junho     | Wanna One                                                | Light                                                    | 10,000                                                   |
| —        | 19 de Junho     | Sem transmissão e vencedor                               | Sem transmissão e vencedor                               | Sem transmissão e vencedor                               |
| 153      | 26 de Junho     | Kim Dong Han                                             | Sunset                                                   | 7,040                                                    |
| 154      | 3 de Julho      | BTOB                                                     | Only One For Me                                          | 8,370                                                    |
| 155      | 10 de Julho     | Apink                                                    | I'm So Sick                                              | 9,400                                                    |
| 156      | 17 de Julho     | Apink                                                    | I'm So Sick                                              | 8,980                                                    |
| 157      | 24 de Julho     | Mamamoo                                                  | Egotistic                                                | 9,500                                                    |
| —        | 31 de Julho     | Sem transmissão e vencedor                               | Sem transmissão e vencedor                               | Sem transmissão e vencedor                               |
| 158      | 7 de Agosto     | Leo                                                      | Touch & Sketch                                           | 7,490                                                    |
| 159      | 14 de Agosto    | DIA                                                      | WooWoo                                                   | 7,390                                                    |
| 160      | 21 de Agosto    | Red Velvet                                               | Power Up                                                 | 8,832                                                    |
| —        | 28 de Agosto    | Sem transmissão e vencedor                               | Sem transmissão e vencedor                               | Sem transmissão e vencedor                               |
| 161      | 4 de Setembro   | (G)I-DLE                                                 | Hann (Alone)                                             | 6,925                                                    |
| 162      | 11 de Setembro  | Nam Woo Hyun                                             | If Only You Are Fine                                     | 8,390                                                    |
| 163      | 18 de Setembro  | Oh My Girl                                               | Remember Me                                              | 7,479                                                    |
| 164      | 25 de Setembro  | Transmissão do THE SHOW Peace Concert Cheolwon (Gravado) | Transmissão do THE SHOW Peace Concert Cheolwon (Gravado) | Transmissão do THE SHOW Peace Concert Cheolwon (Gravado) |
| 165      | 2 de Outubro    | Cosmic Girls                                             | Save Me, Save You                                        | 8,790                                                    |
| 166      | 9 de Outubro    | Soyou                                                    | All Night                                                | 6,215                                                    |
| 167      | 16 de Outubro   | NCT 127                                                  | Regular                                                  | 9,330                                                    |
| 168      | 23 de Outubro   | NCT 127                                                  | Regular                                                  | 9,250                                                    |
| 169      | 30 de Outubro   | Monsta X                                                 | Shoot Out                                                | 9,250                                                    |
| —        | 6 de Novembro   | Sem transmissão e vencedor                               | Sem transmissão e vencedor                               | Sem transmissão e vencedor                               |
| 170      | 13 de Novembro  | IZ*ONE                                                   | La Vie en Rose                                           | 8,918                                                    |
| 171      | 20 de Novembro  | IZ*ONE                                                   | La Vie en Rose                                           | 8,621                                                    |
| 172      | 27 de Novembro  | Wanna One                                                | Spring Breeze                                            | 10,000                                                   |
| 173      | 4 de Dezembro   | Wanna One                                                | Spring Breeze                                            | 8,560                                                    |
| —        | 11 de Dezembro  | Sem transmissão e vencedor                               | Sem transmissão e vencedor                               | Sem transmissão e vencedor                               |
| —        | 18 de Dezembro  | Sem transmissão e vencedor                               | Sem transmissão e vencedor                               | Sem transmissão e vencedor                               |
| —        | 25 de Dezembro  | Sem transmissão e vencedor                               | Sem transmissão e vencedor                               | Sem transmissão e vencedor                               |

### 2019
|   | Triple Crown                |
|   | Maiores pontuações em 2019  |
| — | Sem transmissão ou vencedor |

| Episódio | Data            | Artista                             | Canção                              | Pontos                              |
| -------- | --------------- | ----------------------------------- | ----------------------------------- | ----------------------------------- |
| —        | 1 de Janeiro    | Sem transmissão e vencedor          | Sem transmissão e vencedor          | Sem transmissão e vencedor          |
| —        | 8 de Janeiro    | Sem transmissão e vencedor          | Sem transmissão e vencedor          | Sem transmissão e vencedor          |
| —        | 15 de Janeiro   | Sem transmissão e vencedor          | Sem transmissão e vencedor          | Sem transmissão e vencedor          |
| 174      | 22 de Janeiro   | GFriend                             | Sunrise                             | 8,617                               |
| 175      | 29 de Janeiro   | Astro                               | All Night                           | 8,170                               |
| —        | 5 de Fevereiro  | Sem transmissão e vencedor          | Sem transmissão e vencedor          | Sem transmissão e vencedor          |
| 176      | 12 de Fevereiro | CLC                                 | No                                  | 5,470                               |
| 177      | 19 de Fevereiro | CLC                                 | No                                  | 8,745                               |
| 178      | 26 de Fevereiro | Monsta X                            | Alligator                           | 9,480                               |
| 179      | 5 de Março      | N.Flying                            | Rooftop                             | 5,816                               |
| 180      | 12 de Março     | TXT                                 | Crown                               | 7,190                               |
| 181      | 19 de Março     | Mamamoo                             | Gogobebe                            | 6,590                               |
| 182      | 26 de Março     | Momoland                            | I'm So Hot                          | 7,981                               |
| 183      | 2 de Abril      | Momoland                            | I'm So Hot                          | 6,311                               |
| 184      | 9 de Abril      | IZ*ONE                              | Violeta                             | 9,646                               |
| 185      | 16 de Abril     | IZ*ONE                              | Violeta                             | 9,425                               |
| 186      | 23 de Abril     | Super Junior-D&E                    | Danger                              | 9,250                               |
| —        | 30 de Abril     | Sem transmissão e vencedor          | Sem transmissão e vencedor          | Sem transmissão e vencedor          |
| 187      | 7 de Maio       | The Boyz                            | Bloom Bloom                         | 7,032                               |
| 188      | 14 de Maio      | Oh My Girl                          | The Fifth Season (SSFWL)            | 8,205                               |
| —        | 21 de Maio      | Sem transmissão e vencedor          | Sem transmissão e vencedor          | Sem transmissão e vencedor          |
| 189      | 28 de Maio      | Kim Jaehwan                         | Begin Again                         | 9,376                               |
| 190      | 4 de Junho      | AB6IX                               | Breathe                             | 8,190                               |
| 191      | 11 de Junho     | Cosmic Girls                        | Boogie Up                           | 7,460                               |
| 192      | 18 de Junho     | Cosmic Girls                        | Boogie Up                           | 7,210                               |
| 193      | 25 de Junho     | Ateez                               | Wave                                | 6,207                               |
| 194      | 2 de Julho      | (G)I-DLE                            | Uh-Oh                               | 7,505                               |
| 195      | 9 de Julho      | GFriend                             | Fever                               | 9,100                               |
| 196      | 16 de Julho     | Ha Sungwoon                         | Blue                                | 8,150                               |
| —        | 23 de Julho     | Sem transmissão e vencedor          | Sem transmissão e vencedor          | Sem transmissão e vencedor          |
| 197      | 30 de Julho     | CIX                                 | Movie Star                          | 8,290                               |
| 198      | 6 de Agosto     | NCT Dream                           | Boom                                | 9,600                               |
| 199      | 13 de Agosto    | Oh My Girl                          | Bungee (Fall In Love)               | 8,421                               |
| 200      | 20 de Agosto    | NCT Dream                           | Boom                                | 8,020                               |
| 201      | 27 de Agosto    | Red Velvet                          | Umpah Umpah                         | 7,980                               |
| 202      | 3 de Setembro   | X1                                  | Flash                               | N/A                                 |
| 203      | 10 de Setembro  | X1                                  | Flash                               | 9,500                               |
| —        | 17 de Setembro  | Sem transmissão e vencedor          | Sem transmissão e vencedor          | Sem transmissão e vencedor          |
| 204      | 24 de Setembro  | Everglow                            | Adios                               | 7,861                               |
| 205      | 1 de Outubro    | Transmissão do Seoul Music Festival | Transmissão do Seoul Music Festival | Transmissão do Seoul Music Festival |
| 206      | 8 de Outubro    | Jeong Sewoon                        | When it rains                       | 6,543                               |
| 207      | 15 de Outubro   | AB6IX                               | Blind For Love                      | 7,810                               |
| 208      | 22 de Outubro   | AB6IX                               | Blind For Love                      | 8,560                               |
| 209      | 29 de Outubro   | TXT                                 | Run Away                            | 6,290                               |
| 210      | 5 de Novembro   | Monsta X                            | Follow                              | 6,480                               |
| 211      | 12 de Novembro  | Victon                              | Nostalgic Night                     | 8,160                               |
| —        | 19 de Novembro  | Sem transmissão e vencedor          | Sem transmissão e vencedor          | Sem transmissão e vencedor          |
| 212      | 26 de Novembro  | Cosmic Girls                        | As You Wish                         | 7,370                               |
| 213      | 3 de Dezembro   | Kang Daniel                         | Touchin'                            | 6,195                               |
| —        | 10 de Dezembro  | Sem transmissão e vencedor          | Sem transmissão e vencedor          | Sem transmissão e vencedor          |
| —        | 17 de Dezembro  | Sem transmissão e vencedor          | Sem transmissão e vencedor          | Sem transmissão e vencedor          |
| —        | 24 de Dezembro  | Sem transmissão e vencedor          | Sem transmissão e vencedor          | Sem transmissão e vencedor          |
| —        | 31 de Dezembro  | Sem transmissão e vencedor          | Sem transmissão e vencedor          | Sem transmissão e vencedor          |

### 2020
|   | Triple Crown                |
|   | Maior pontuação em 2020     |
| — | Sem transmissão ou vencedor |

| Episódio | Data            | Artista                    | Canção                     | Pontos                     |
| -------- | --------------- | -------------------------- | -------------------------- | -------------------------- |
| —        | 7 de Janeiro    | Sem transmissão e vencedor | Sem transmissão e vencedor | Sem transmissão e vencedor |
| —        | 14 de Janeiro   | Sem transmissão e vencedor | Sem transmissão e vencedor | Sem transmissão e vencedor |
| —        | 21 de Janeiro   | Sem transmissão e vencedor | Sem transmissão e vencedor | Sem transmissão e vencedor |
| —        | 28 de Janeiro   | Sem transmissão e vencedor | Sem transmissão e vencedor | Sem transmissão e vencedor |
| —        | 4 de Fevereiro  | Sem transmissão e vencedor | Sem transmissão e vencedor | Sem transmissão e vencedor |
| 214      | 11 de Fevereiro | GFriend                    | "Crossroads"               | 7.201                      |
| 215      | 18 de Fevereiro | GFriend                    | "Crossroads"               | 6.680                      |
| 216      | 25 de Fevereiro | IZ*ONE                     | "Fiesta"                   | 8.820                      |
| 217      | 3 de Março      | IZ*ONE                     | "Fiesta"                   | 9.393                      |
| —        | 10 de Março     | Sem transmissão e vencedor | Sem transmissão e vencedor | Sem transmissão e vencedor |
| 218      | 17 de Março     | Victon                     | "Howling"                  | 6.870                      |
| 219      | 24 de Março     | Sejeong                    | "Plant"                    | 5.827                      |
| 220      | 31 de Março     | Kang Daniel                | "2U"                       | 8.290                      |
| —        | 7 de Abril      | Sem transmissão e vencedor | Sem transmissão e vencedor | Sem transmissão e vencedor |
| —        | 14 de Abril     | Sem transmissão e vencedor | Sem transmissão e vencedor | Sem transmissão e vencedor |
| 221      | 21 de Abril     | Apink                      | "Dumhdurum"                | 7.810                      |
| 222      | 28 de Abril     | Solar                      | "Spit It Out"              | 9.100                      |
| 223      | 05 de Maio      | OH MY GIRL                 | "Nonstop"                  | 8.631                      |
| 224      | 12 de Maio      | OH MY GIRL                 | "Nonstop"                  | 6,806                      |
| —        | 19 de Maio      | Sem transmissão e vencedor | Sem transmissão e vencedor | Sem transmissão e vencedor |
| 225      | 26 de Maio      | TXT                        | "Can't You See Me?"        | 8,880                      |
| 226      | 2 de Junho      | Monsta X                   | "Fantasia"                 | 8,690                      |
| 227      | 9 de Junho      | Victon                     | "Mayday"                   | 8,120                      |
| 228      | 16 de Junho     | Cosmic Girls               | "Butterfly"                | 8,100                      |
| 229      | 23 de Junho     | Iz*One                     | "Secret Story of the Swan" | 9,030                      |
| 230      | 30 de Junho     | Iz*One                     | "Secret Story of the Swan" | 7,657                      |
| 231      | 7 de Julho      | AB6IX                      | "The Answer"               | 8,976                      |
| 232      | 14 de Julho     | SF9                        | "Summer Breeze"            | 8,830                      |
| 233      | 21 de Julho     | GFriend                    | "Apple"                    | 9,180                      |
| —        | 28 de Julho     | Sem transmissão e vencedor | Sem transmissão e vencedor | Sem transmissão e vencedor |
| 234      | 4 de Agosto     | Ateez                      | "Inception"                | 5,870                      |
| 235      | 11 de Agosto    | Kang Daniel                | "Who U Are"                | 7,135                      |
| —        | 18 de Agosto    | Sem transmissão e vencedor | Sem transmissão e vencedor | Sem transmissão e vencedor |
| —        | 25 de Agosto    | Sem transmissão e vencedor | Sem transmissão e vencedor | Sem transmissão e vencedor |
| 236      | 1 de Setembro   | Cravity                    | "Flame"                    | 6,070                      |
| 237      | 8 de Setembro   | Lovelyz                    | "Obliviate"                | 8,638                      |
| 238      | 15 de Setembro  | YooA                       | "Bon Voyage"               | 6,689                      |
| 239      | 22 de Setembro  | Moonbin & Sanha            | "Bad Idea"                 | 6,450                      |
| —        | 29 de Setembro  | Sem transmissão e vencedor | Sem transmissão e vencedor | Sem transmissão e vencedor |
| 240      | 6 de Outubro    | The Boyz                   | "The Stealer"              | 8,370                      |
| 241      | 13 de Outubro   | Golden Child               | "Pump It Up"               | 8,680                      |
| 242      | 20 de Outubro   | Pentagon                   | "Daisy"                    | 8,470                      |
| —        | 27 de Outubro   | Sem transmissão e vencedor | Sem transmissão e vencedor | Sem transmissão e vencedor |
| 243      | 3 de Novembro   | TXT                        | "Blue Hour"                | 8,370                      |
| 244      | 10 de Novembro  | Monsta X                   | "Love Killa"               | 7,410                      |
| 245      | 17 de Novembro  | GFriend                    | "Mago"                     | 9,185                      |
| 246      | 24 de Novembro  | BtoB 4U                    | "Show Your Love"           | 7,040                      |
| —        | 1 de Dezembro   | Sem transmissão e vencedor | Sem transmissão e vencedor | Sem transmissão e vencedor |
| 247      | 8 de Dezembro   | NCT U                      | "90's Love"                | 8,070                      |
| 248      | 15 de Dezembro  | Iz*One                     | "Panorama"                 | 8,559                      |
| —        | 22 de Dezembro  | Sem transmissão e vencedor | Sem transmissão e vencedor | Sem transmissão e vencedor |
| —        | 29 de Dezembro  | Sem transmissão e vencedor | Sem transmissão e vencedor | Sem transmissão e vencedor |

### 2021
|   | Triple Crown                |
|   | Maior pontuação em 2021     |
| — | Sem transmissão ou vencedor |

| Episódio | Data            | Artista                    | Canção                     | Pontos                     |
| -------- | --------------- | -------------------------- | -------------------------- | -------------------------- |
| —        | 5 de Janeiro    | Sem transmissão e vencedor | Sem transmissão e vencedor | Sem transmissão e vencedor |
| —        | 12 de Janeiro   | Sem transmissão e vencedor | Sem transmissão e vencedor | Sem transmissão e vencedor |
| —        | 19 de Janeiro   | Sem transmissão e vencedor | Sem transmissão e vencedor | Sem transmissão e vencedor |
| 249      | 26 de Janeiro   | (G)I-dle                   | "Hwaa"                     | 8,184                      |
| 250      | 2 de Fevereiro  | Golden Child               | "Burn It"                  | 7,880                      |
| —        | 9 de Fevereiro  | Sem transmissão e vencedor | Sem transmissão e vencedor | Sem transmissão e vencedor |
| —        | 16 de Fevereiro | Sem transmissão e vencedor | Sem transmissão e vencedor | Sem transmissão e vencedor |
| 251      | 23 de Fevereiro | Kang Daniel                | "Paranoia"                 | 7,985                      |
| 252      | 2 de Março      | ONF                        | "Beautiful Beautiful"      | 9,040                      |
| 253      | 9 de Março      | Ateez                      | "Fireworks (I'm The One)"  | 6,470                      |

## Conquistas de artistas

### Lista de artistas que ganharam oThe Show Choiceo maior número de vezes
| Rank | Artista      | Conquistas | Estreia |
| ---- | ------------ | ---------- | ------- |
| 1º   | GFriend      | 16         | 2015    |
| 2º   | VIXX         | 14         | 2012    |
| 3º   | Oh My Girl   | 10         | 2015    |
| 4º   | IZ*ONE       | 9          | 2018    |
| 5º   | Apink        | 8          | 2011    |
| 5º   | EXID         | 8          | 2012    |
| 5º   | Red Velvet   | 8          | 2014    |
| 5º   | (G)I-DLE     | 8          | 2018    |
| 9º   | GOT7         | 7          | 2014    |
| 9º   | Mamamoo      | 7          | 2014    |
| 9º   | Monsta X     | 7          | 2015    |
| 12º  | Wanna One    | 6          | 2017    |
| 12º  | STAYC        | 6          | 2020    |
| 12º  | IVE          | 6          | 2021    |
| 15º  | BTS          | 5          | 2013    |
| 15º  | Cosmic Girls | 5          | 2016    |
| 15º  | NCT Dream    | 5          | 2016    |
| 19º  | CNBLUE       | 4          | 2009    |
| 19º  | AB6IX        | 4          | 2019    |
| 19º  | Kang Daniel  | 4          | 2019    |
| 19º  | TXT          | 4          | 2019    |

### Lista das 10 melhores pontuações
Top 10 maiores pontuações (28 de Outubro de 2014 – presente)
| Rank | Artista   | Canção                    | Pontuação | Data       |
| ---- | --------- | ------------------------- | --------- | ---------- |
| 1º   | BTS       | "DNA"                     | 10,000    | 26/09/2017 |
| 1º   | Wanna One | "Boomerang"               | 10,000    | 03/04/2018 |
| 1º   | Wanna One | "Light"                   | 10,000    | 12/06/2018 |
| 1º   | Wanna One | "Spring Breeze"           | 10,000    | 27/11/2018 |
| 5º   | VIXX      | "Error"                   | 9,850     | 28/10/2014 |
| 6º   | GFriend   | "Summer Rain"             | 9,750     | 19/08/2017 |
| 7º   | Mamamoo   | "Starry Night"            | 9,700     | 20/03/2018 |
| 8º   | IZ*ONE    | "Violeta"                 | 9,646     | 09/04/2019 |
| 9º   | GFriend   | "Time for the Moon Night" | 9,630     | 08/05/2018 |
| 9º   | SHINee    | "Good Evening"            | 9,630     | 05/06/2018 |

### Lista de Triple Crowns
| Artista   | Canção              | Conquistas                                        |
| --------- | ------------------- | ------------------------------------------------- |
| 2014      |                     |                                                   |
| Apink     | "Luv"               | 2 de Dezembro, 9 de Dezembro, 16 de Dezembro      |
| 2015      |                     |                                                   |
| VIXX      | "Love Equation"     | 3 de Março, 10 de Março, 17 de Março              |
| GOT7      | "If You Do"         | 6 de Outubro, 13 de Outubro, 20 de Outubro        |
| 2016      |                     |                                                   |
| VIXX      | "Dynamite"          | 26 de Abril, 3 de Maio, 10 de Maio                |
| GFriend   | "Navillera"         | 19 de Julho, 2 de Agosto, 9 de Agosto             |
| 2017      |                     |                                                   |
| NCT Dream | "My First and Last" | 14 de Fevereiro, 21 de Fevereiro, 28 de Fevereiro |

## Ligações Externas
- The Show – Official website (em coreano)